# Антонио Ломбардо
Антонио Ломбардо (на италиански: Antonio Lombardo; * ок. 1458 във Венеция; † 1516 във Ферара) е венециански скулптор от Ранния ренесанс.
Син е на Пиетро Ломбардо († 1515), който от 1460 г. е във Венеция. Брат е на Тулио Ломбардо.
За мраморната стая (Camerino Di Marmi) на двореца на Алфонсо д’Есте, херцог на Ферара, той създава 1506 г. сложна скулптура.
Той създава и Раждането на Минерва, богинята на мъдростта.